# Římskokatolická farnost Kardašova Řečice
Římskokatolická farnost Kardašova Řečice je územním společenstvím římských katolíků v rámci jindřichohradeckého vikariátu Českobudějovické diecéze.

## O farnosti

### Historie
Plebánie byla zřízena v roce 1357. Roku 1904 byla místní farnost povýšena na děkanství. Po zrušení farnosti Pluhův Žďár byl do farnosti Kardašova Řečice začleněn i farní obvod této zrušené farnosti.

### Současnost
Farnost měla do jara roku 2019 sídelního duchovního správce, který zároveň byl administrátorem ex currendo ve farnostech Deštná u Jindřichova Hradce a Pluhův Žďár. Řečický zámek sloužil ještě počátkem druhé dekády 21. století jako klášter Školských sester de Notre Damme. Farnost je od května roku 2019 spravována ex currendo z Veselí nad Lužnicí v sousedním táborském vikariátu.
| Kostel                            | Místo                      | Bohoslužba             | Bohoslužba             | Poznámka        |
| --------------------------------- | -------------------------- | ---------------------- | ---------------------- | --------------- |
| Kostel Narození sv. Jana Křtitele | Kardašova Řečice           | neděle                 | 11.00                  | farní kostel    |
| Kaple                             | Kardašova Řečice - klášter | neslouží se pravidelně | neslouží se pravidelně | klášterní kaple |
| Kaple                             | Klenov                     | neslouží se pravidelně | neslouží se pravidelně | obecní kaple    |
| Kaple                             | Plasná                     | neslouží se pravidelně | neslouží se pravidelně | obecní kaple    |
| Kaple sv. Jana a Pavla            | Pleše                      | neslouží se pravidelně | neslouží se pravidelně | obecní kaple    |
| Kaple sv. Bartoloměje             | Záhoří                     | neslouží se pravidelně | neslouží se pravidelně | obecní kaple    |